# Ingångssida
Ingångssidan är den webbsida man först hamnar på när man går in på en webbplats. Denna brukar ge en överblick över innehållet på webbplatsen.
När man exempelvis besöker webbplatsen sv.wikipedia.org omdirigeras man till sv.wikipedia.org/wiki/Portal:Huvudsida. Denna webbsida är således svenskspråkiga Wikipedias ingångssida.

## Nomenklatur
Ingångssida kallas också för huvudsida, förstasida, välkomstsida och inträdessida.
Ordet startsida används ofta något oegentligt med betydelsen ingångssida, men den egentliga betydelsen av ”startsida” är den första webbsidan som visas när man öppnar sin webbläsare.
Ordet hemsida (engelska: Home page) används också ibland som synonym till ingångssida, men kan även ha andra betydelser. På grund av detta rekommenderar Svenska datatermgruppen att man undviker ordet till förmån för mer precisa ord som ”webbplats”, ”webbsida”, ”ingångssida” och ”startsida” i de olika betydelserna.